# Kypello Ellados 1940-1941
La Coppa di Grecia 1940-1941 sarebbe stata la 5ª edizione del torneo ma fu interrotta dalla seconda guerra mondiale e non fu mai conclusa.

## Turni preliminari
Zona Atene
| Squadra 1          | Risultato   | Squadra 2        |
| ------------------ | ----------- | ---------------- |
| APO Olympias       | 3 – 2       | Atlas Tymarakion |
| Nea Ionia          | 4 – 2 (dts) | Ierapoleos       |
| Kifisias           | 4 – 1       | Panerythraïkos   |
| Mikratiasiki Atene | 3 – 5       | Ellinorosikos    |
| Olympiakos Atene   | 2 – 0       | Attikos          |

Zona Il Pireo
| Squadra 1        | Risultato    | Squadra 2      |
| ---------------- | ------------ | -------------- |
| Argonaftis Pireo | 1 – 5        | Neapoli Pireo  |
| Palea Kokkinia   | 1 – 2        | Filathli       |
| Panelefsiniakos  | 2 – 0 a tav. | Faliriki Enosi |

Zona Tessaglia
| Squadra 1           | Risultato | Squadra 2      |
| ------------------- | --------- | -------------- |
| Anagennīsī Karditsa | –         | PO Trikalon    |
| Iraklis Larissa     | 3 – 0     | Iraklis Volos  |
| Kentavros Volos     | 4 – 1     | Odysseas Volos |
| Nikī Volo           | 1 – 2     | Keravnos Volos |

Zona Macedonia
| Squadra 1          | Risultato | Squadra 2                  |
| ------------------ | --------- | -------------------------- |
| Apollōn Kalamarias | 3 – 3     | Ethnikos Kalamaria         |
| Apollon Serron     | 2 – 4     | Megas Alexandros Salonicco |
| Olympiakos Naoussa | –         | Thermaïkos Salonicco       |

Zona Macedonia-Tracia
| Squadra 1    | Risultato | Squadra 2              |
| ------------ | --------- | ---------------------- |
| Komotini     | –         | Alexandroupoli         |
| Doxa Dramas  | 10 – 0    | Enosis Armenion Kavala |
| Elpida Drama | 5 – 1     | Aris Drama             |
| Aspis Xanthi | –         | Orfeas Xanthi          |

Zona Patrasso
| Squadra 1         | Risultato    | Squadra 2        |
| ----------------- | ------------ | ---------------- |
| Ethnikos Patrasso | –            | Iraklis Patrasso |
| Panaigialeios     | 3 – 1        | Patrefs          |
| Achille Patrasso  | 6 – 1        | Thyella Patrasso |
| Panaitōlikos      | 2 – 0 a tav. | Asteras Patrasso |
| Ethnikos Pyrgos   | 2 – 0 a tav. | Apollon Patrasso |